# Christian Walz
Christian Johan Walz, född 4 september 1978 i Stockholm, är en svensk artist, låtskrivare och musikproducent. BMG (nu Sony Music) signade Walz 1997 och det första albumet Christian Walz släpptes två år senare, 1999. Debutalbumet innehöll hitsinglarna "Lovin' Is All Right" och "Sentimental" och sålde i över 20 000 exemplar. 
2004 släpptes andra albumet Paint By Numbers med hitlåtarna "Wonderchild", "Never Be Afraid Again"' och "Maybe Not". Den resulterade i fyra Grammisnomineringar och en Grammis för Bästa Pop. 
2007 gjorde han låten "Stay The Same" tillsammans med Fläskkvartetten. Den 26 november 2008 släpptes tredje albumet The Corner som inkluderar singeln "What's Your Name?" vilken han framträdde med på Grammisgalan 2009.
Han var med i skrivandet av 2010 års vinnarlåt i musiktävlingen Idol.
Den 12 februari tävlade han i Melodifestivalen 2011. Låten hette "Like Suicide" och skrevs av Fernando Fuentes, Henrik Janson och Tony Nilsson och slutade på femte plats i delfinalen i Göteborg.
Walz producerade Veronica Maggios tredje studioalbum Satan i gatan som släpptes 27 april 2011. Under Grammisgalan 2012 vann de tillsammans i kategorierna "årets kompositör" och "årets textförfattare".

## Diskografi

### Album
- 1999 – Christian Walz
- 2004 – Paint By Numbers
- 2008 – The Corner

### Singlar
| År   | Singel                  | Världsplacering | Album            |
| År   | Singel                  | Sverige         | Album            |
| ---- | ----------------------- | --------------- | ---------------- |
| 1998 | "One Time"              | -               | Christian Walz   |
| 1999 | "Lovin' Is All Right"   | -               | Christian Walz   |
| 1999 | "Sentimental"           | -               | Christian Walz   |
| 2004 | "Maybe Not"             | 55              | Paint By Numbers |
| 2004 | "Wonderchild"           | 8               | Paint By Numbers |
| 2005 | "Never Be Afraid Again" | 27              | Paint By Numbers |
| 2005 | "Hit N' Run"            | -               | Paint By Numbers |
| 2008 | "What's Your Name?"     | 17              | The Corner       |
| 2011 | "Like Suicide"          | 30              | TBA              |